# Monchel-sur-Canche
Monchel-sur-Canche település Franciaországban, Pas-de-Calais megyében. Lakosainak száma 73 fő (2022. január 1.). Monchel-sur-Canche Blangerval-Blangermont, Boubers-sur-Canche, Conchy-sur-Canche és Flers községekkel határos.

## Népesség
A település népességének változása:
| Lakosok száma | 93   | 89   | 90   | 90   | 85   | 81   | 77   | 75   | 73   |
|               | 2013 | 2015 | 2016 | 2017 | 2018 | 2019 | 2020 | 2021 | 2022 |